# Resolutie 1825 Veiligheidsraad Verenigde Naties
Resolutie 1825 van de Veiligheidsraad van de Verenigde Naties werd op 23 juli 2008 unaniem door de VN-Veiligheidsraad aangenomen en verlengde de VN-vredesmissie in Nepal met een half jaar.

## Achtergrond
Toen de Communistische Partij van Nepal, of de maoïsten, in 1996 uitgesloten werd, nam ze de wapens op tegen de autoritaire monarchie die Nepal toen was, met als doel de stichting van een volksrepubliek. Dit conflict duurde tot 2006 en kostte zo'n 13.000 levens. In november 2006 werd een vredesakkoord gesloten en op vraag van Nepal werd in januari 2007 de VN-Missie in Nepal opgericht om op de uitvoering ervan toe te zien. Eind 2007 besloot het Nepalese parlement de monarchie af te schaffen en werd het land een republiek.

## Inhoud
In november 2006 was in Nepal een vredesakkoord getekend dat stipuleerde om het staakt-het-vuren om te zetten in een permanente vrede. Op 10 april 2008 waren met succes de verkiezingen voor de overeengekomen grondwetgevende vergadering gehouden.
Nepal had per brief gevraagd de UNMIN-missie in het land opnieuw met zes maanden te verlengen. Die had reeds twee fasen van het verificatieproces voltooid.
Zodoende werd de UNMIN-vredesmissie verlengd tot 23 januari 2009. De missie keek toe op en beheerde wapens en troepen en ondersteunde op die manier de voltooiing van het vredesproces. Alle partijen werden opgeroepen gebruik te maken van de missie.
De Veiligheidsraad stond ook achter de aanbeveling van de secretaris-generaal Ban Ki-moon om UNMIN geleidelijk af te bouwen.

## Verwante resoluties
- Resolutie 1740 Veiligheidsraad Verenigde Naties (2007)
- Resolutie 1796 Veiligheidsraad Verenigde Naties
- Resolutie 1864 Veiligheidsraad Verenigde Naties (2009)
- Resolutie 1879 Veiligheidsraad Verenigde Naties (2009)

Lijst ·  1795 ·  1796 ·  1797 ·  1798 ·  1799 ·  1800 ·  1801 ·  1802 ·  1803 ·  1804 ·  1805 ·  1806 ·  1807 ·  1808 ·  1809 ·  1810 ·  1811 ·  1812 ·  1813 ·  1814 ·  1815 ·  1816 ·  1817 ·  1818 ·  1819 ·  1820 ·  1821 ·  1822 ·  1823 ·  1824 ·  1825 ·  1826 ·  1827 ·  1828 ·  1829 ·  1830 ·  1831 ·  1832 ·  1833 ·  1834 ·  1835 ·  1836 ·  1837 ·  1838 ·  1839 ·  1840 ·  1841 ·  1842 ·  1843 ·  1844 ·  1845 ·  1846 ·  1847 ·  1848 ·  1849 ·  1850 ·  1851 ·  1852 ·  1853 ·  1854 ·  1855 ·  1856 ·  1857 ·  1858 ·  1859